# Bulbophyllum vexillarium
Bulbophyllum vexillarium är en orkidéart som beskrevs av Henry Nicholas Ridley. Bulbophyllum vexillarium ingår i släktet Bulbophyllum och familjen orkidéer. Inga underarter finns listade i Catalogue of Life.